# (1311) Knopfia
(1311) Knopfia est un astéroïde de la ceinture principale découvert le 24 mars 1933 par l'astronome allemand Karl Wilhelm Reinmuth. Le lieu de découverte est Heidelberg (024). Sa désignation provisoire était 1933 F1.
Il a été nommé en l'honneur de l'astronome allemand Otto Knopf.